# Premio Kyōto per le scienze di base
Il premio Kyōto per le scienze di base è un premio annuale assegnato dal 1985 dalla fondazione Inamori ed una delle tre categorie del Premio Kyōto. I vincitori sono personalità che si sono particolarmente distinte in un particolare campo delle scienze, secondo una rotazione annuale nell'ambito delle Scienze ambientali (evoluzione, comportamento, ecologia e ambiente), della matematica, delle scienze della Terra e planetologia (astronomia e astrofisica) e delle scienze della vita (biologia molecolare, biologia cellulare e neurobiologia) o delle scienze cognitive.

## Vincitori del premio Kyōto - Categoria scienze di base
| Anno | Vincitore                                  | Sezione                                                    | Nazionalità                |
| ---- | ------------------------------------------ | ---------------------------------------------------------- | -------------------------- |
| 1985 | Claude Elwood Shannon                      | matematica                                                 | Stati Uniti                |
| 1986 | George Evelyn Hutchinson                   | scienze biologiche                                         | Stati Uniti                |
| 1987 | Jan Hendrik Oort                           | scienze della terra e planetarie                           | Paesi Bassi                |
| 1988 | Avram Noam Chomsky                         | scienze cognitive                                          | Stati Uniti                |
| 1989 | Izrail' Moiseevič Gel'fand                 | matematica                                                 | Russia                     |
| 1990 | Jane Goodall                               | scienze biologiche                                         | Regno Unito                |
| 1991 | Edward Norton Lorenz                       | scienze della terra e planetarie                           | Stati Uniti                |
| 1992 | Yasutomi Nishizuka                         | scienze della vita                                         | Giappone                   |
| 1993 | William Donald Hamilton                    | scienze biologiche                                         | Regno Unito                |
| 1994 | André Weil                                 | matematica                                                 | Francia                    |
| 1995 | Chūshirō Hayashi                           | scienze della terra e planetarie                           | Giappone                   |
| 1996 | Mario Renato Capecchi                      | scienze della vita                                         | Italia / Stati Uniti       |
| 1997 | Daniel Hunt Janzen                         | scienze biologiche                                         | Stati Uniti                |
| 1998 | Kiyoshi Itō                                | matematica                                                 | Giappone                   |
| 1999 | Walter Heinrich Munk                       | scienze della terra e planetarie                           | Stati Uniti                |
| 2000 | Walter Jakob Gehring                       | scienze della vita                                         | Svizzera                   |
| 2001 | John Maynard Smith                         | scienze biologiche                                         | Regno Unito                |
| 2002 | Michail Leonidovič Gromov                  | matematica                                                 | Unione Sovietica / Francia |
| 2003 | Eugene Newman Parker                       | scienze della terra e planetarie                           | Stati Uniti                |
| 2004 | Alfred G. Knudson                          | scienze della vita                                         | Stati Uniti                |
| 2005 | Simon Asher Levin                          | scienze biologiche                                         | Stati Uniti                |
| 2006 | Hirotsugu Akaike                           | matematica                                                 | Giappone                   |
| 2007 | Hiroo Kanamori                             | scienze della terra e planetarie                           | Giappone                   |
| 2008 | Anthony James Pawson                       | scienze della vita                                         | Canada / Regno Unito       |
| 2009 | Peter Raymond Grant Barbara Rosemary Grant | scienze biologiche                                         | Regno Unito                |
| 2010 | László Lovász                              | matematica                                                 | Ungheria                   |
| 2011 | Rašid Alievič Sjunjaev                     | scienze della terra e planetarie                           | Russia                     |
| 2012 | Yoshinori Ōsumi                            | scienze della vita                                         | Giappone                   |
| 2013 | Masatoshi Nei                              | scienze biologiche                                         | Giappone                   |
| 2014 | Edward Witten                              | matematica                                                 | Stati Uniti                |
| 2015 | Michel Mayor                               | scienze della terra e planetarie                           | Svizzera                   |
| 2016 | Tasuku Honjo                               | scienze della vita                                         | Giappone                   |
| 2017 | Graham Farquhar                            | scienze biologiche                                         | Australia                  |
| 2018 | Masaki Kashiwara                           | scienze matematiche                                        | Giappone                   |
| 2019 | James Edward Gunn                          | scienze della terra e planetarie, astronomia e astrofisica | Stati Uniti                |
| 2020 | non assegnato                              | non assegnato                                              | non assegnato              |
| 2021 | Robert G. Roeder                           | scienze della vita                                         | Stati Uniti                |
| 2022 | Bryan T. Grenfell                          | scienze biologiche                                         | Regno Unito                |
| 2023 | Elliott H. Lieb                            | scienze matematiche                                        | Stati Uniti                |